# Tarsoly

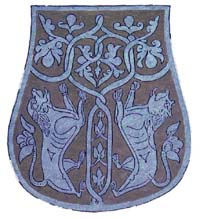
Tarsoly

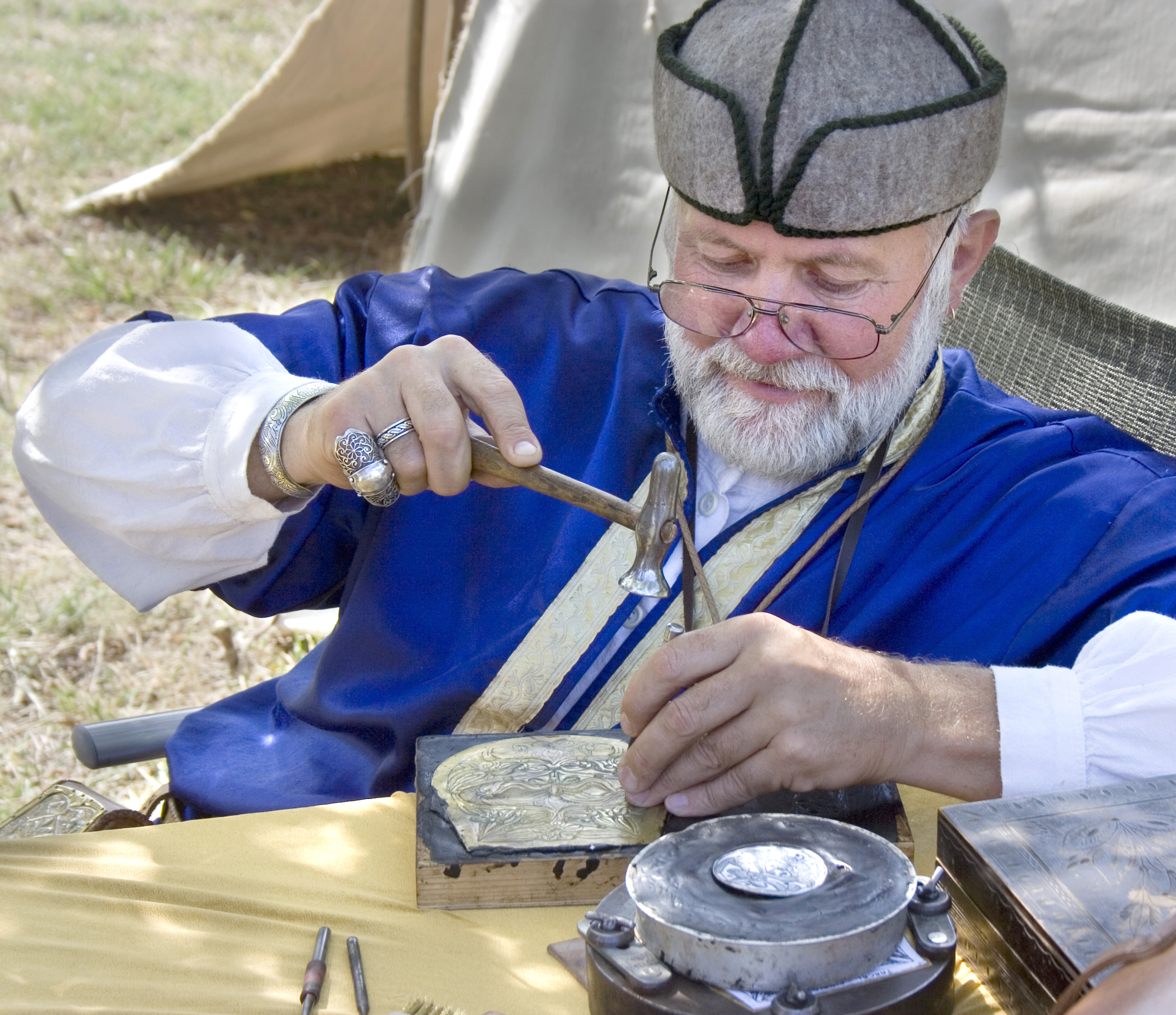
Hagyományőrző ötvösmester, honfoglaló magyar tarsolylemezt készít. Makó közelében.

A tarsoly eredetileg széles táska, tarisznya vagy erszény volt. A későbbiekben a magyar huszárok
öltözékéhez tartozott dísztáska elnevezése lett. A tarsoly derékra övezett szíjazatról térdhajlásig fityegett alá (a szablyával együtt). Eredetileg pénz, élelmiszer, azaz víz és étel, illetve lőszerek hordására szolgált. Külföldön is elterjedt, főként a huszárságnál.

## A honfoglalás korában
A magyar honfoglaló lovasok a szablyát, a készenléti íjtegezt és a nyíltartó tegezt (puzdra), a tarsollyal együtt az övükön felfüggesztve az oldalukon hordták. "Már korábban kialakult a honfoglalók művészetének sajátos egységes stílusa, miként a különböző törzsek is szövetségben egyesültek. Ez a stílus mindegyik elődjétől meg is különbözteti a magyarság korai művészetét. A jellegzetesen magyar, méltóságot jelző tarsolyok díszítésmódja szépen példázza a sokféleség és az egység együttes megvalósítását. A különálló veretekkel fedett bőrtarsoly (pl. Újfehértó-Micskepusztáról, Budapest-Farkasrétről) ornamentális rendszere az egész tarsolyt borító tarsolylemezek némelyikén (pl. Félegyháza, Szolnok-Strázsahalom) is megjelenik, s alighanem ebből indult ki a központi elrendezésű kompozíció. Más tarsolylemezeket a zárószíjat utánzó sáv oszt két szimmetrikus félre (Eperjeske), egy harmadik típusban pedig a palmetták textilmintára emlékeztető végtelen láncolatba fonódnak össze (Galgóc, Szolyva, Bodrogvécs, Bana). A különféle kompozíciós sémák alkalmazása a Kárpát-medencében a legkülönbözőbb mesterek kezén nagyobb lélegzetű ornamentális kompozíciók összefüggésében jelentek meg. A honfoglalás kori magyar fémművesség stílusát az elődökétől jól felismerhetően megkülönbözteti az ornamens elegáns, éles elhatárolása, a stilizált díszítő elemek megsokszorozására való hajlam, továbbá az állatalakok leegyszerűsített, stilizált, lendületes vonalrajzú sziluett-jellege." A tarsolylemezek gyakran művészi megformálású ötvöstárgyak.

## A huszártarsoly leírása
Az övről a tarsoly szíjon csüngött le, s ezt a szíjat is veretekkel díszítették. Ez a szíj egyúttal a tarsoly zárásához is szolgált. A tarsoly szőttes textilből, nemezből, de legtöbbször bőrből készült. A tarsolyban a tűzszerszámokat (apró készségeket, a kovát, taplót és a csiholóacélt) tartották. A magyar honfoglaló lovasok a szablyát, az íjtegezt és a nyíltartó tegezt (puzdra), a tarsollyal együtt az övükön felfüggesztve, oldalukon hordták.

## Tarsolyok galériája

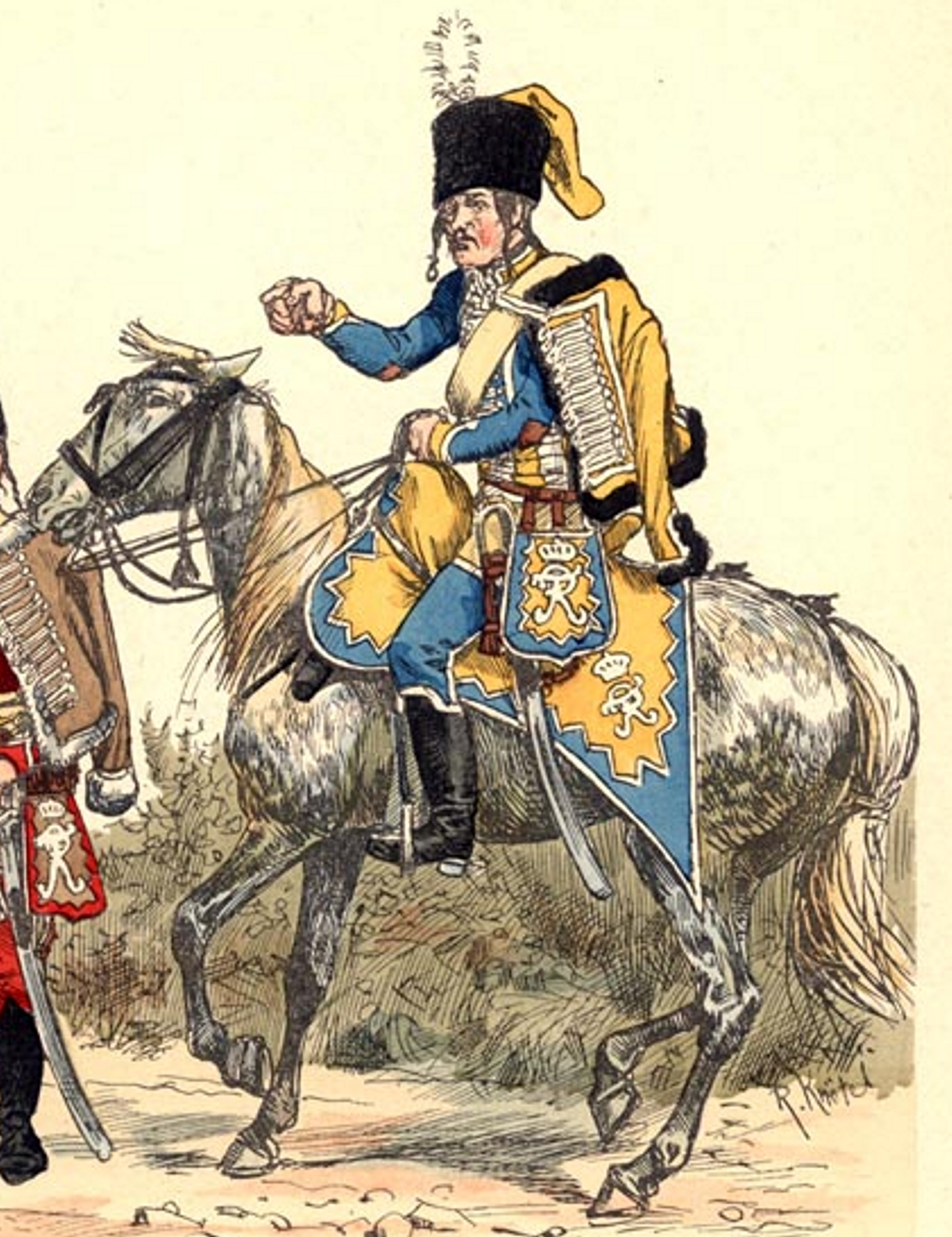
Porosz huszár tarsolya Nagy Frigyes képével 1763-ból
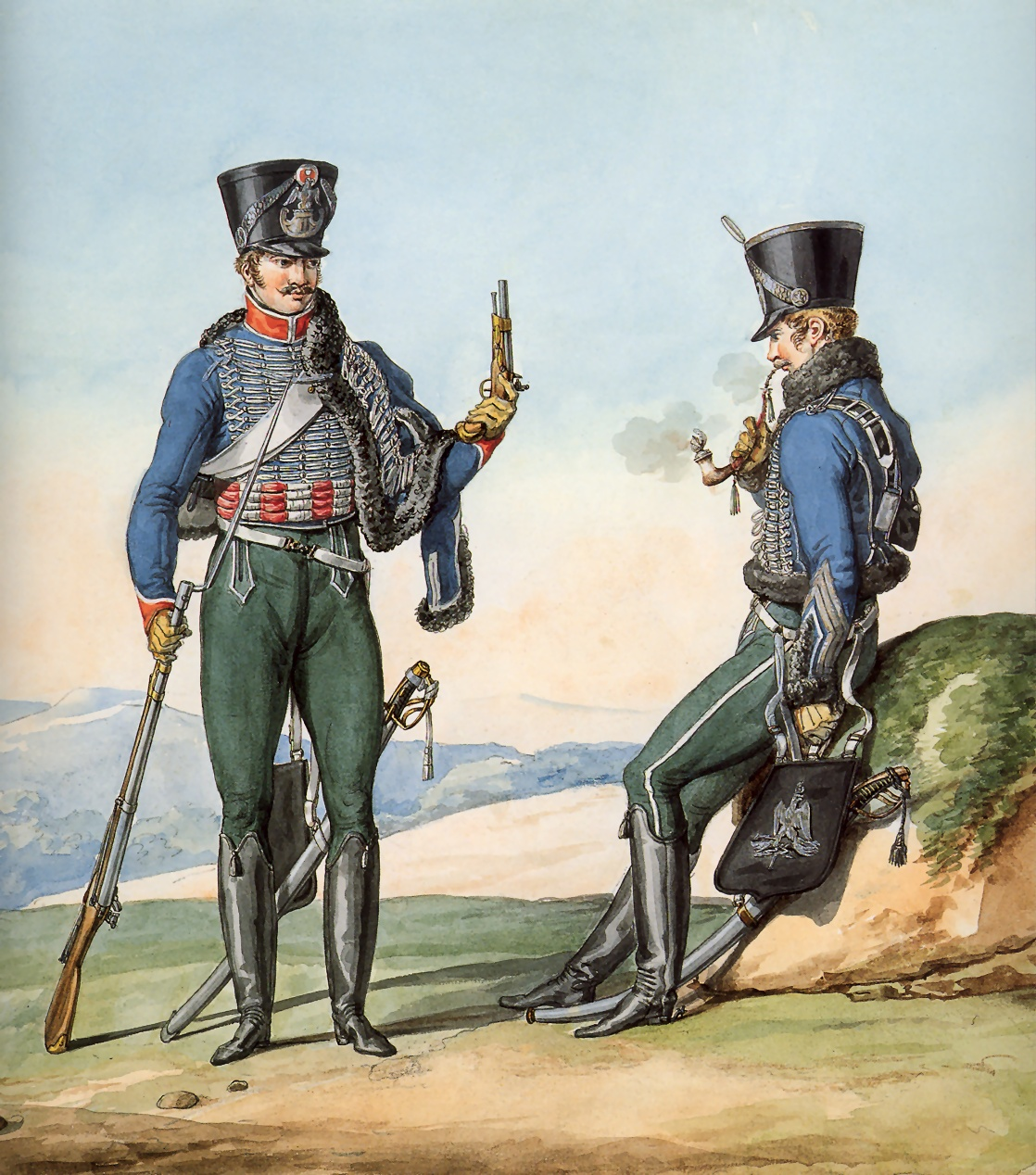
Az 1812-es francia első huszárezred tagjai, tarsolyuk a kardtartó övhöz rögzítve
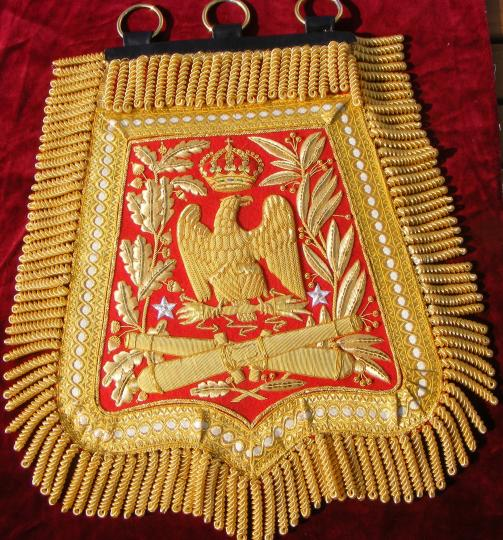
Az 1815-ben elhunyt Jean-Jacques Desvaux de Saint-Maurice tábornok tarsolya, rajta Bonaparte Napóleon koronájával és sasával
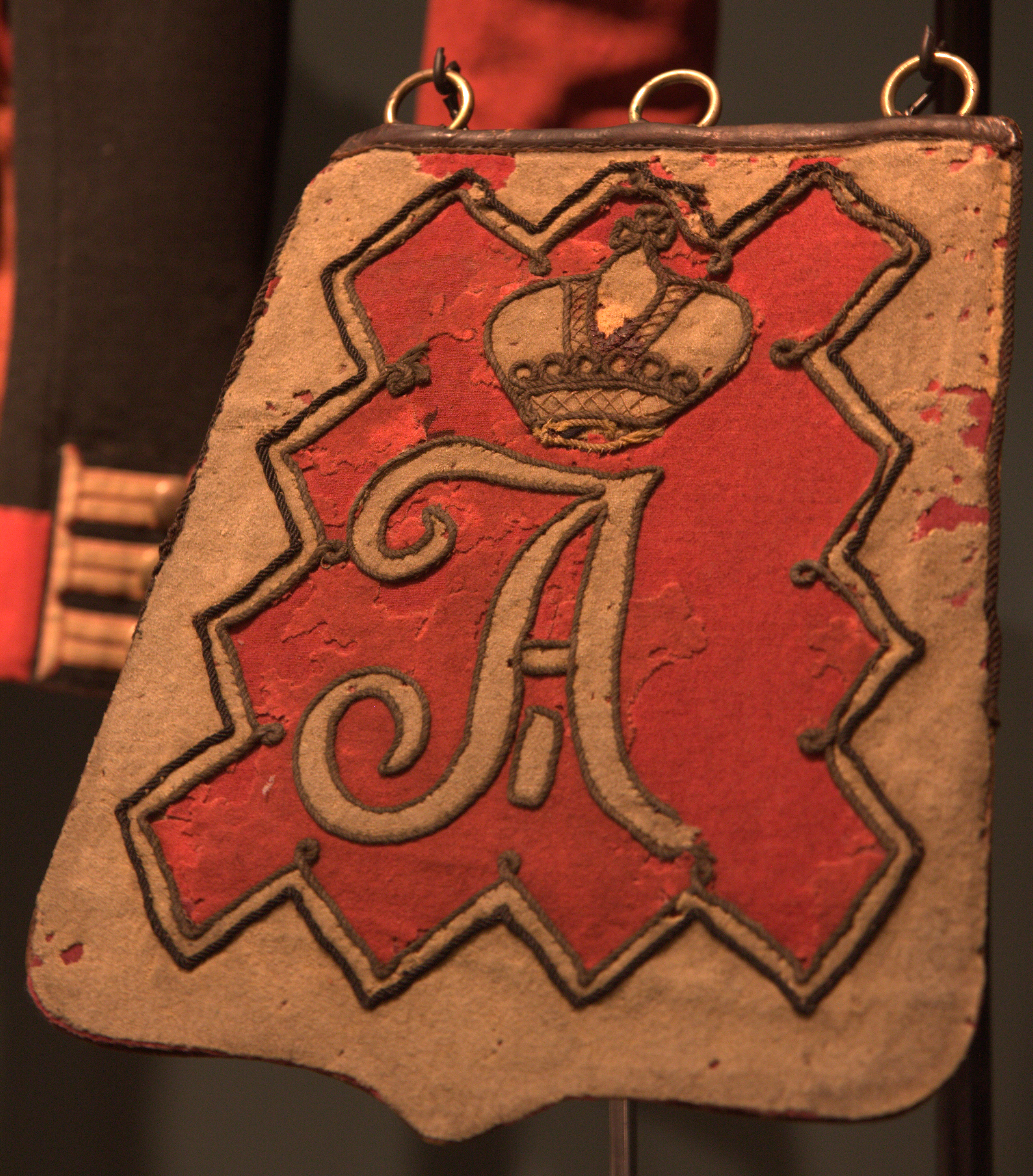
A cári huszárok 1802 és 1825 között használt tarsolya
A brit indiai hadsereg egyik parancsnokának tarsolya, 1867
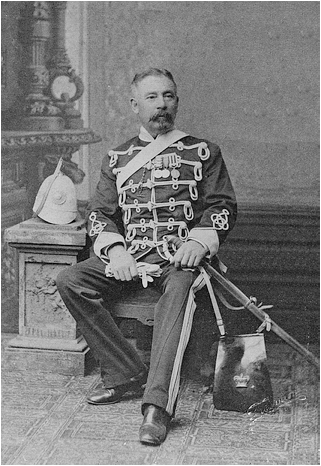
A brit uralkodó ír huszárjainak (8th King's Royal Irish Hussars) 1880-ban használt tarsolya
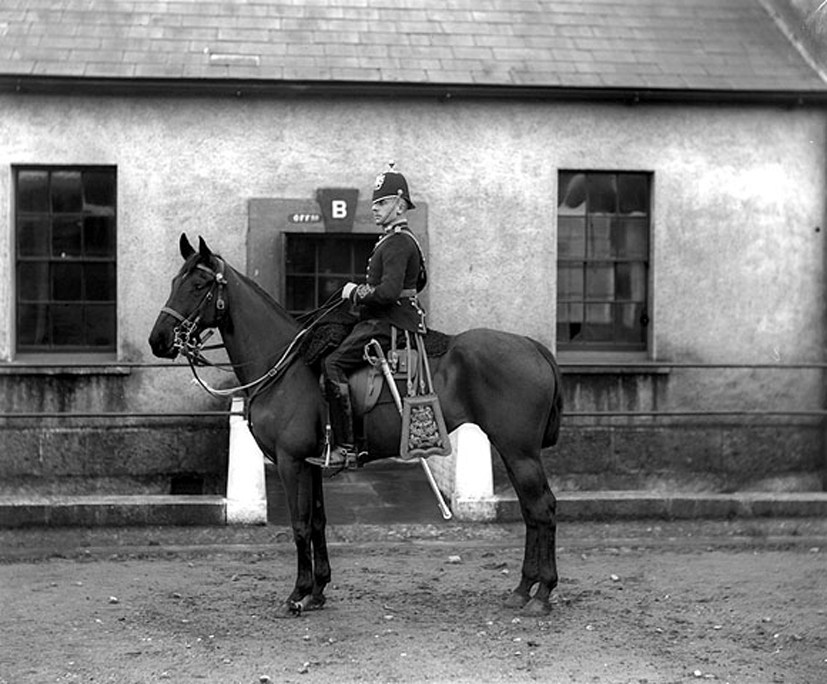
Brit tüzértiszt tarsollyal, 1901
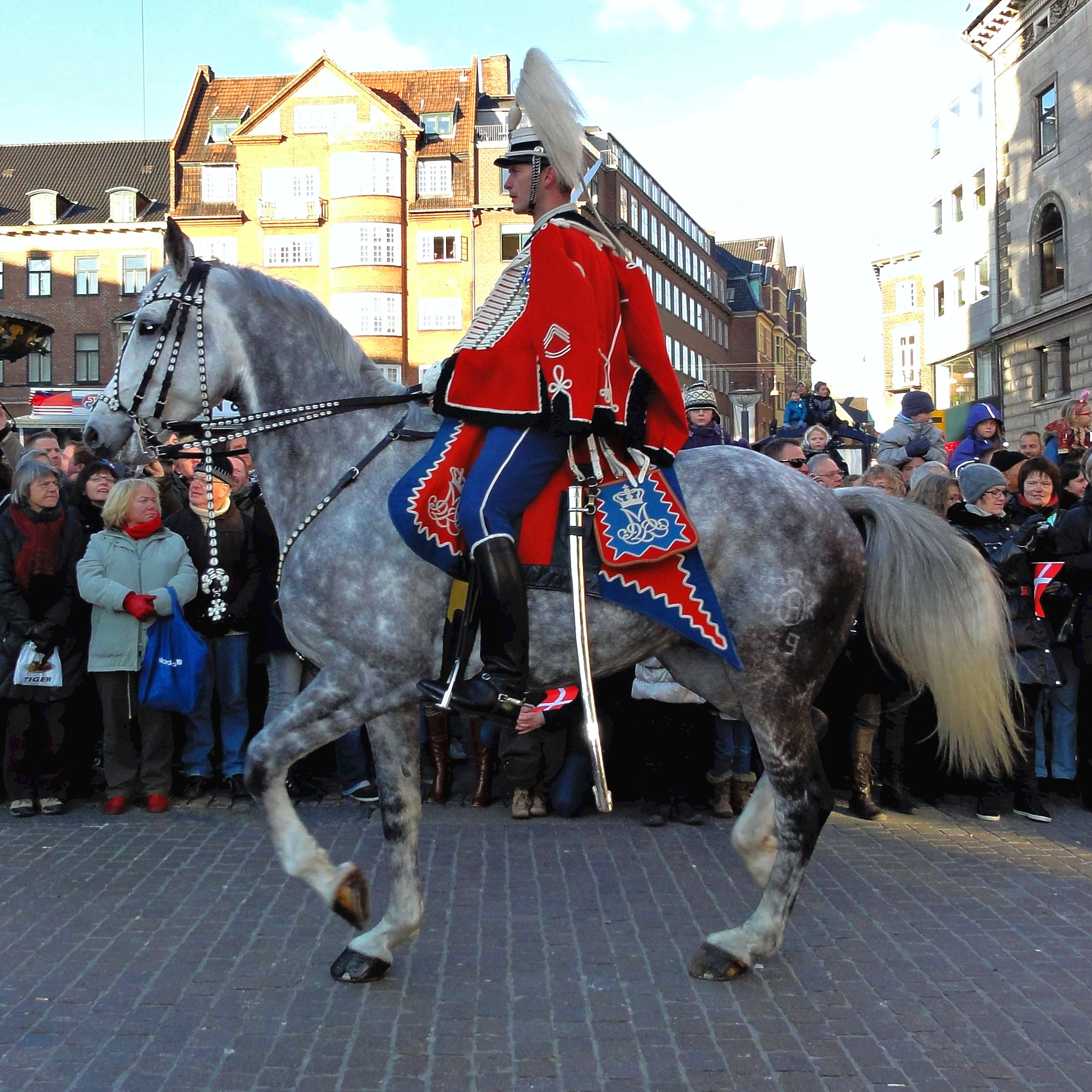
Dán huszár-gárdisták tarsolya II. Margit dán királynő jelével, 2012

## A tarsolylemez
A tarsolyok nagy részénél a fedelet teljesen befedő tarsolylemez díszítette. Ezeken mutatkozott meg a legszebben a magyar ötvösök leleményessége. A tarsolylemez a honfoglalás kori tarsolyok jellegzetes, fémből, egyedi ötvösmunkával készült fedőlapja.A tarsolylemezzel díszített tarsoly a honfoglaló magyarság jellegzetessége. Feltételezhető, hogy tarsolylemezt közülük is csak a vezető réteg tagjai hordtak, esetleg közülük is csak bizonyos törzshöz tartozók. Ezt támasztja alá, hogy eddig viszonylag kevés, mintegy 43 db tarsolylemez került elő, viszont azonos környékről gyakran több is. A Magyar Nemzeti Múzeum Tarsolylemezek c. időszaki kiállítás anyagában az szerepel, hogy múzeumokba csak 27 tarsolylemez és 13 veretes tarsoly került be.
A 8-10. században a Volgai Bolgárország ellenőrizte az Urál hegység mindkét oldalán, egészen északra vezető kereskedelmi útvonalakat. A finnugor népek által lakott területekre irányuló kereskedelmi expedícióknak lehettek magyar résztvevői is – akik ebben az időben a volgai bolgárok melletti törzsi szálláshelyeken laktak – így kerülhettek a marikhoz, komi-permjákokhoz, hantikhoz „a magyarok által kedvelt tárgyak: tarsolylemezek, tálak (...) (Veszelov-tanyai tarsolylemez, permi tarsolylemez, szalehardi tál)”.

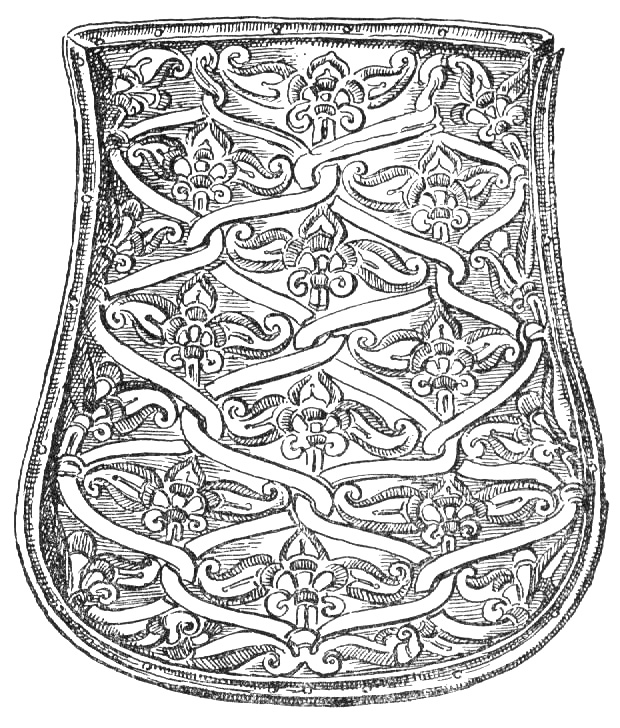
A galgóci tarsolylemez rajza

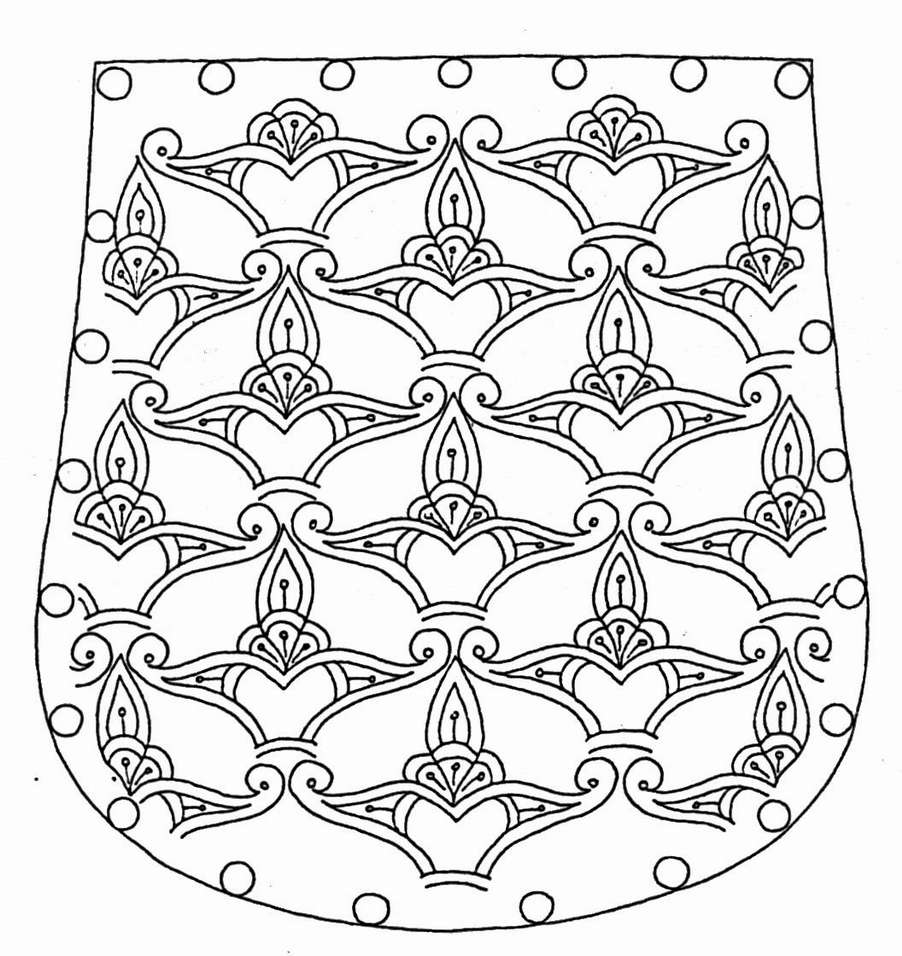
A honfoglalók művészetét legszebben a tarsolylemezek mutatják be. Tarsolylemez Eperjeskéről

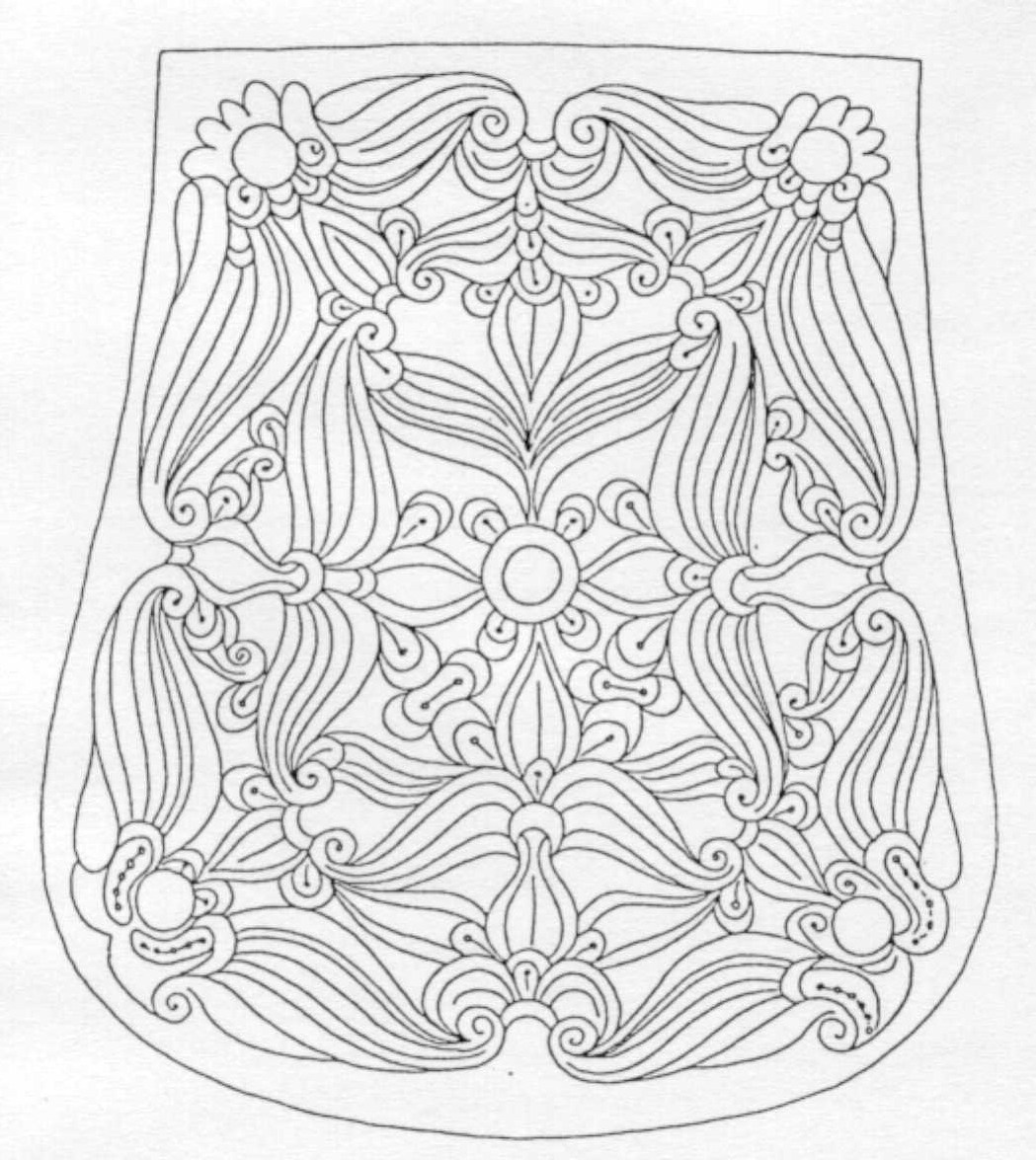
Az 1938-ban, talajjavítási munkálatok közben talált túrkevei ezüst tarsolylemez rajza

## Feltárt tarsolyok
Tarsolylemezes és veretes tarsolyok:
- banai
- bárándi
- besenyőtelki
- bodrogszerdahelyi (veretes)[5][6]
- bodrogvécsi
- budapest-farkasréti (veretes)
- bugyi-felsőványi[7]
- csomádi[8]
- csernyigovi
- dunavecse-fehéregyházi
- eperjeskei 2
- eperjeskei 3
- galgóczi[9]
- izsáki
- karosi 9 (veretes; Karos-Eperjesszög I. temető 9. sír)[10]
- karosi 11 (veretes; Karos-Eperjesszög II. temető 11. sír)[11][10]
- karosi II/29[12]
- karosi 41 (veretes; Karos-Eperjesszög II. temető 41. sír)[13][10]
- karosi 52
- karosi 61 (veretes; Karos-Eperjesszög II. temető 61. sír)[10]
- kenézlői 3
- kenézlői 14
- kenézlői 28
- kiskunfélegyházi
- kiszombori
- krjukovó-kuzsnovói mordvin (veretes)[14][15]
- panovói mordvin[16]
- pátyi (2 db)[17]
- przemysli (veretes)
- permi[18][19]
- rakamazi
- rétközberencsi
- szolnok-strázsahalmi
- szolyvai
- tarcali
- tiszabezdédi
- tiszaeszlár-bashalmi (veretes)
- tiszaeszlár-bashalmi II.
- tiszanánai
- tiszavasvári (veretes)
- túrkevei Ecsegpuszta Bokroshalom
- túrkevei II.
- tuzséri
- újfehértói Micskepuszta (veretes)
- veszelovói (őscseremisz temető)[20]